# Association (sport)
Pour les articles homonymes, voir Association.
Une association (en anglais conference), dans le sport, se réfère à une subdivision de ligue ou de championnat, regroupant un ensemble d'équipes, généralement suivant la proximité géographique. 
Ce système est particulièrement utilisé dans les grandes ligues sportives nord-américaines, du fait de la répartition de la population sur les côtes Est et Ouest et des distances à parcourir. 
Grâce à cette organisation, les équipes les plus proches se rencontrent plus souvent et limitent les déplacements. 
Les matchs des étoiles sont souvent organisés suivant les confrontations Est-Ouest.
Les associations sont parfois elles-mêmes divisées en divisions.

## Exemples
- Hockey sur glace : Association de l'Est de la LNH et Association de l'Ouest de la LNH
- Football américain : Association américaine et Association nationale
- Basket-ball masculin : Association de l'Est de la NBA et Association de l'Ouest de la NBA
- Basket-ball féminin : Association de l'Est de la WNBA et Association de l'Ouest de la WNBA
- Football (soccer) : Association de l'Est de la MLS et Association de l'Ouest de la MLS